# Benkő György (festő)
Benkő György (Beregszász, 1947. október 31. – 2020. december 1.) kárpátaljai magyar festő.

## Életrajza
1967-1971 között végezte el az Ungvári Iparművészeti Szakközépiskolát. Mesterei: Petky Sándor, Demigyuk Viktor, Horváth Anna voltak.
1974-től vesz részt megyei tárlatokon; 1991-től tagja a Kárpátaljai Magyar Képző- és Iparművészek Révész Imre Társaságának; 1993-tól pedig a Magyar Képzőművészeti és Iparművészeti Társaság tagja.
Filozofikus-elemző beállítottságú művész. Művein egyidejűleg van jelen a valós és a képzelet szülte világ, a reális életanyag és a fantázia. Munkáiban a lágyan plasztikus formák, a folyamatos kontúrvonalak, visszafogott, matt tónusok élénk színekbe, expresszív formákba csapnak át; olykor a kontrasztos színek ütköznek egymással.

## Kiállításai
- 1991: Kárpátaljai Magyar Képző- és Iparművészek Révész Imre Társaságának kiállítása, Kárpátaljai Honismereti Múzeum, Ungvár
- 1993: Kárpátaljai Magyar Képző- és Iparművészek Révész Imre Társaságának kiállítása, Árkád Galéria, Budapest
- 1994: Költészeti napok, Vasutas Művelődési Ház, Bátyu
- 1995: UA köztársasági kiállítás, Kárpátaljai Képzőművészeti Múzeum, Ungvár.  Kárpátaljai Magyar Képző- és Iparművészek Révész Imre Társaságának kiállítása, Kárpátaljai Képzőművészeti Múzeum, Ungvár
- 1996: Vajdasági és Kárpátaljai Művészek (MKITSZ), Magyarok Világszövetsége, Budapest.

## Köztéri művei
- A posta története (secco, 1982, Beregszász, járási postahivatal)
- Folklórtéma (sgraffito, 1983, Mezővári, vendéglátó-ipari egység).